# Neu Garge
Neu Garge (niederdeutsch Nee Garg) ist ein Dorf im Ortsteil Sumte der Gemeinde Amt Neuhaus in Niedersachsen.

## Geographie
Der Ort liegt fünf Kilometer südöstlich von Bleckede am rechtsseitigen Ufer der Elbe im Biosphärenreservat Niedersächsische Elbtalaue.

## Geschichte
Für das Jahr 1848 wird angegeben, dass der Ort mit der Schreibweise Neugarge 15 Wohngebäude hatte, in denen 152 Einwohner lebten. Zu der Zeit war der Ort nach Barskamp eingepfarrt; die Schule befand sich im Ort. Bei der deutschen Teilung wurde Neu Garge Teil der DDR. Im Rahmen der Gebietsänderungen in Mecklenburg wurde Neu Garge am 1. Juli 1950 nach Viehle eingemeindet und kam am 1. Januar 1974 bei den Gebietsänderungen im Bezirk Schwerin mit Viehle nach Sumte. Nach der deutschen Wiedervereinigung wechselte der Ort am 30. Juni 1993 aus Mecklenburg-Vorpommern nach Niedersachsen in den Landkreis Lüneburg. Am 1. Oktober 1993 wurde Sumte mit Neu Garge in die Gemeinde Amt Neuhaus eingemeindet.

## Persönlichkeiten
- Wilhelm Hübotter (1895–1976), deutscher Garten- und Landschaftsarchitekt sowie Hochschullehrer